# Protosticta kiautai
Protosticta kiautai là loài chuồn chuồn trong họ Platystictidae. Loài này được Zhou mô tả khoa học đầu tiên năm 1986.